# 아랍 노예 무역
아랍 노예 무역은 아랍인이나 아랍 국가의 주도 하에 이루어진 여러 역사적인 노예 무역들을 가리킨다. 아랍 노예 무역은 종종 이슬람 세계의 노예제의 역사와 깊이 연관되었다. 사하라 이남의 노예 무역은 모두 아랍, 베르베르, 그리고 사하라 이남 아프리카 무역상들의 네트워크에 의존했다.

## 예시
- 사하라 횡단 노예 무역(7세기 중반 ~ 20세기 초)
  - 리비아 노예 무역(7세기 ~ 현재)
- 인도양 노예 무역(고대 ~ 20세기 초)
  - 코모로 노예 무역(20세기 초까지)
  - 잔지바르 노예 무역(20세기 초까지)
- 홍해 노예 무역(고대 ~ 20세기 중반까지)

## 같이 보기
- 사칼리바
- 흑해 노예 무역
- 이슬람 세계의 노예제의 역사